# 林與偉
林與偉（?—）中国内地人，籍贯不详，保钓运动人士。

## 生平
2010年9月12日，11位中国內地的保釣志願者集结于福建廈門，原准备乘船赴釣魚島宣示中国主權。但因直到当天晚上仍未獲得出海許可，他们便改以靜坐方式表示抗議。这次行动是李義強等人组织的， 林與偉为此次行动的协调人之一。11位保钓志愿者分別來自江西、浙江、湖北、河北、廣東等地，其中来自河北保定的陳福樂坐了3天火車才到廈門。
2011年，林與偉当选世界华人保钓联盟第一届理事会理事。